# میشل پیکارد
میشل پیکارد (انگلیسی: Michelle Picard؛ زادهٔ ۲۷ مهٔ ۱۹۹۳) بازیکن هاکی روی یخ اهل ایالات متحده آمریکا است.